# Hip hip hurra!
Hip hip hurra! é um filme de drama noruego-dano-sueco de 1987 dirigido e escrito por Kjell Grede.
Foi selecionado como representante da Suécia à edição do Oscar 1988, organizada pela Academia de Artes e Ciências Cinematográficas.

## Elenco
- Stellan Skarsgård – Peder Severin Krøyer
- Lene Brøndum – Lille
- Pia Vieth – Marie Krøyer
- Helge Jordal – Christian Krohg
- Morten Grunwald – Michael Ancher
- Ulla Henningsen – Anna Ancher